# Hans Wußing
Hans-Ludwig Wußing (Waldheim, 15 de outubro de 1927 — Leipzig, 26 de abril de 2011) foi um matemático alemão.

## Obras
- Carl Friedrich Gauß. Biographie und Dokumente, Leipzig, Edition am Gutenbergplatz Leipzig 2011 (EAGLE 051) [2] (Mit dem 60-seitigen Anhang C. F. Gauß und B. G. Teubner in Leipzig zum 200. Jahrestag der Firmengründung B. G. Teubner am 21. Februar 1811 in Leipzig.)
- EAGLE-GUIDE Von Leonardo da Vinci bis Galileo Galilei. Mathematik und Renaissance, Leipzig, Edition am Gutenbergplatz Leipzig 2010 (EAGLE 041) [3]
- EAGLE-GUIDE Von Gauß bis Poincaré - Mathematik und Industrielle Revolution, Leipzig, Edition am Gutenbergplatz Leipzig 2009 (EAGLE 037) [4]
- 6000 Jahre Mathematik – eine kulturgeschichtliche Zeitreise, 2 Bände, Berlin / Heidelberg, Springer 2008, 2009 (Reihe Vom Zählstein zum Computer)
- com H.-W.Alten, A. Djafari Naini, Menso Folkerts, H. Schlosser, K.-H. Schlote:  4000 Jahre Algebra, Springer Verlag 2003
- Die große Erneuerung – zur Geschichte der wissenschaftlichen Revolution, Basel / Boston / Berlin, Birkhäuser 2002
- Editor: Fachlexikon ABC Forscher und Erfinder, Frankfurt, Harri Deutsch 1992
- Editor e participante: Biographien bedeutender Mathematiker – eine Sammlung von Biographien, 1975, 4. Auflage, Berlin, Volk und Wissen 1989
- Editor: Geschichte der Naturwissenschaften, Köln, Aulis Verlag 1987
- The Genesis of the abstract group concept, MIT Press 1984 (englische Übersetzung der Habilitation „Die Genesis des abstrakten Gruppenbegriffs – ein Beitrag zur Entstehungsgeschichte der abstrakten Gruppentheorie“, 1966)
- Vorlesungen über Geschichte der Mathematik, Berlin, Deutscher Verlag der Wissenschaften 1979
- Mathematik in der Antike - Mathematik in der Periode der Sklavenhaltergesellschaft, Leipzig, Teubner 1962, und Aachen, Mayer 1962
- Nikolaus Kopernikus, Leipzig, Urania 1973
- Carl Friedrich Gauß, Leipzig, Teubner 1974, 2. Auflage 1976
- Isaac Newton, Leipzig, Teubner 1977, 4. Auflage 1990
- Adam Ries, Leipzig, Teubner 1989, 1992; 3., bearbeitete und erweiterte Auflage, Leipzig, Edition am Gutenbergplatz Leipzig 2009 (EAGLE 033) [5]
- com Wolfgang Kaunzner, Editor: Coß von Adam Ries, Stuttgart / Leipzig, Teubner 1992, Faksimileband und Kommentarband im Schuber (TEUBNER-ARCHIV zur Mathematik, Supplement 3) [6]
- Bibliographie Hans Wußing: [7]